# Valeria Novodvórskaya
Valeria Ilyínichna Novodvórskaya (en ruso Вале́рия Ильи́нична Новодво́рская; Baránavichi, 17 de mayo de 1950 -  12 de julio de 2014, Moscú) fue una política, periodista, escritora y activista política y pro-LGBT en la Unión Soviética y Rusia. 
Hija de Nina Novodvórskaya y Ilyá Burshtyn.
Estudió en la Universidad Estatal Lingüística de Moscú. En 1988, fundó, junto con Yevgeniya Debryanskaya y Sergei Grigoryants, el partido Unión Democrática. En 1989, fundó el capítulo ruso del Partido Radical Transnacional, un grupo político pacifista no electoralista cuya sede principal se hallaba en Italia. En ese mismo año impulsó la primera organización LGBT en la Unión Soviética: la Asociación de Minorías Sexuales.
Novodvórskaya recibió el Premio Starovóytova "por su contribución a la defensa de los derechos humanos y el fortalecimiento de la democracia en Rusia".
Falleció el 12 de julio de 2014, a los 64 años.

## Libros
- 1993: Más allá de la desesperación.
- 2009: Despedida de una eslava.[6]
- 2009: Los poetas y los reyes.